# فنلافاكسين
فنلافاكسين (بالإنجليزية: Venlafaxine)‏ يُباع تحت أسماء تجارية عديدة من أشهرها «إيفكسور»، وهو مضاد اكتئاب ينتمي إلى مجموعة مثبطات امتصاص السيروتونين والنورإبينفرين (إس إن آر آي)، ويستخدم لعلاج حالات الاضطراب الاكتئابي الشديد (إم دي دي) واضطراب القلق المعمم (جي إيه دي) والهلع والرهاب الاجتماعي، وقد يُستخدم أيضًا لتدبير الألم المزمن. يتوافر الدواء على شكل مستحضرات فموية.
تشمل التأثيرات الجانبية الشائعة فقدان الشهية والإمساك وجفاف الفم والدوخة والتعرّق والاضطرابات الجنسية، وقد يسبب تأثيرات جانبيةً شديدةً ترفع خطر الميل للانتحار والهوس ومتلازمة السيروتونين. قد تحدث متلازمة انسحاب مضادات الاكتئاب عند إيقاف الدواء، وهناك مخاوف من استخدامه في الأشهر الأخيرة من الحمل إذ قد يحمل تأثيرات ضارةً على الجنين. ما تزال آلية عمله مجهولةً إلى حد ما، لكن يبدو أنها ترتبط بقدرته على تحفيز بعض النواقل العصبية في الدماغ.
نال الدواء موافقة الاستخدام الطبي في الولايات المتحدة عام 1993، وهو متاح بأشكال مكافئة، وفي عام 2019، دخل قائمة أشيع الأدوية الأربعين الموصوفة في الولايات المتحدة بأكثر من 17 مليون وصفة.

## الاستخدامات الطبية
يستخدم الفنلافاكسين أساسًا في علاج الاكتئاب واضطراب القلق المعمم والرهاب الاجتماعي واضطراب الهلع والأعراض الحركية الوعائية. يمكن استخدامه دون تصريح لعلاج اعتلال الأعصاب السكري والوقاية من الشقيقة (ولكنه قد يسبب الشقيقة أو يزيد من شدتها لدى بعض الأشخاص). قد يفيد في تخفيف الألم عبر تأثيره على المستقبلات الأفيونية، ويبدو أنه يخفف أيضًا من شدة الهبات الساخنة في سن الضهي لدى النساء والرجال المصابين بسرطان البروستات والخاضعين للمعالجة الهرمونية.
نظرًا لتأثيره على الجهازين السيروتونيني والأدريناليني، يُستخدم فنلافاكسين أيضًا لتخفيف نوب الجُمدة (وهي أحد أشكال الضعف العضلي) وعلاجها لدى المرضى المصابين باضطراب النوم القهري. أشارت بعض الدراسات المفتوحة وثلاث دراسات مزدوجة التعمية إلى فعالية الفنلافاكسين في علاج اضطراب نقص الانتباه مع فرط النشاط (إيه دي إتش دي). كشفت التجارب السريرية فعاليته المحتملة عند المصابين باضطراب الكرب التالي للصدمة النفسية (بي تي إس دي). اقترحت تقارير الحالات والتجارب المفتوحة والمقارنات المعماة مع الأدوية المعتمدة فعالية الفنلافاكسين في علاج اضطراب الوسواس القهري.

### الاكتئاب
وجد تحليل تلوي مقارن شمل 21 مضاد اكتئاب أساسي أنّ الفنلافاكسين والأغوميلاتين والأميتريبتيلين والإسيتالوبرام والميرتازابين والباروكستين والفورتيوكستين تفوقت في فعاليتها على مضادات الاكتئاب الأخرى، لكن المقارنات حظيت بتقييمات منخفضة أو منخفضة جدًا رغم جودة العديد منها.
يملك الفنلافاكسين فعاليةً مشابهةً للبوبروبيون؛ وهو مضاد اكتئاب غير نمطيّ، لكن معدل الهجوع بالفينلافاكسين أقل. استُبدل الفينلافاكسين أو مثبطات امتصاص السيرتونين الانتقائية الأخرى (سيتالوبرام) بمثبطات امتصاص السيرتونين الانتقائية عند المرضى غير المستجيبين في الدراسات مزدوجة التعمية، ولوحظ تحسن متشابه في المجموعتين. لم تثبت الدراسات فعالية العلاج لدى الأطفال، وبينت أن التحرّر المديد للفنلافاكسين أفضل من التحرر السريع. أظهر تحليل تلوي عدم ارتباط فعالية الفنلافاكسين مع الشدة الأساسية للاكتئاب.

### الجرعة
أظهر الفنلافاكسين فعاليةً ودرجة تحمّل مثلى في الحد الأدنى لمجال الجرعة المرخص له.

## مضادات استطباب الفينلافاكسين
لا يوصى باستخدام الدواء عند المصابين بحساسية شديدة تجاهه أو تجاه المكونات غير الفعالة مثل الهلام (الجيلاتين) والسليلوز وإيثيل السيللولوز وأكسيد الحديد وثنائي أكسيد التيتانيوم وهيدروكسي بروبيل ميثيل السيللوز. يجب عدم استخدامه مع مثبط أكسيداز أحادي الأمين، لأنه قد يحدث متلازمة السيروتونين القاتلة.

## التأثيرات الضارة للفينلافاكسين
قد يرفع الدواء ضغط العين، لذا قد يحتاج المصابون بالزَرق فحوصًا متكررة للعين. بلغ معدل إيقاف استخدام الفينلافاكسين نحو 9.4% في تحليل تلوي عام 2017.

### الانتحار

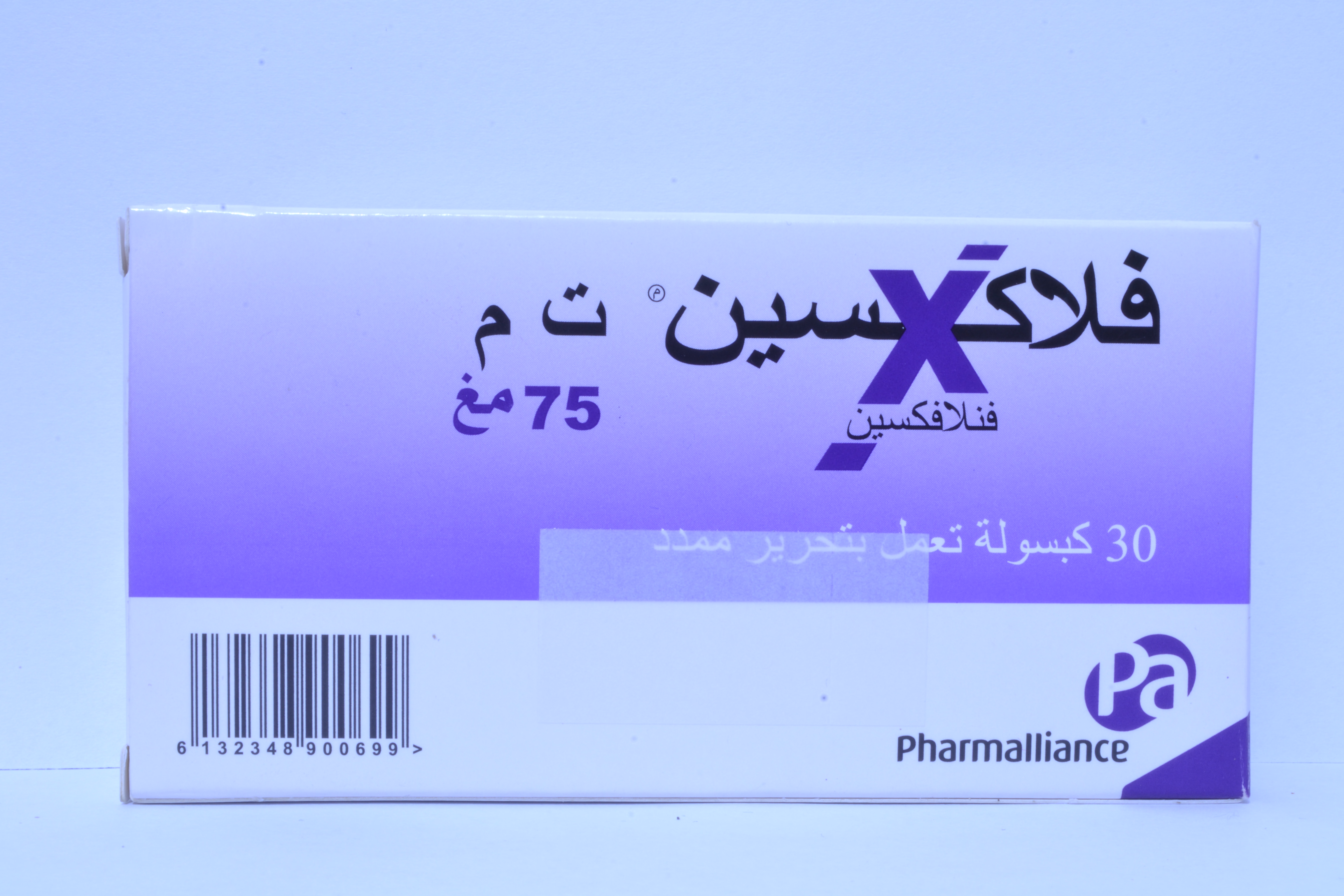
علبة فنلافاكسين 75 مغ

أوصت إدارة الغذاء والدواء الأمريكية بوضع إنذار الصندوق الأسود على جميع مضادات الاكتئاب؛ بما فيها الفنلافاكسين، مع تحذير مكافئ يتعلق بزيادة خطر الانتحار. بيّن تحليل تلوي عام 2014 شمل 21 تجربةً سريريةً على الفنلافاكسين لعلاج اكتئاب البالغين أنه يقلل خطر الأفكار الانتحارية والسلوك الانتحاري مقارنةً مع الدواء الوهمي.
تابعت دراسة أجريت في فنلندا أكثر من 15000 مريض على مدى 3.4 سنوات، ووجدت أن العلاج بالفنلافاكسين يزيد خطر الانتحار بنسبة 60% (وهو مقدار مهم إحصائيًا) مقارنةً مع عدم العلاج، وفي ذات الوقت، خفّض الفلوكسيتين (بروزاك) خطر الانتحار إلى النصف.
في دراسة أخرى، بينت البيانات الواردة من قاعدة بيانات أبحاث الممارسة العامة في المملكة المتحدة لأكثر من 20,000 حالة أن المرضى المعالجين بالفنلافاكسين بالحد الأدنى يحملون عوامل خطورة متزايدة للانتحار (مثل وجود محاولات انتحار سابقة) مقارنةً مع المعالجين بمضادات الاكتئاب الأخرى. يتعرض المرضى الموضوعون على الفنلافاكسين لخطر الانتحار بصورة أكبر من المعالجين بالفلوكسيتين أو السيتالوبرام (سيليكسا).
ارتبط الفنلافاكسين مع زيادة خطر الانتحار مقارنةً بالفلوكسيتين والدوثيبين اللذين لم يظهرا ارتفاعًا مهمًا إحصائيًا بعد ضبط عوامل الخطورة المعروفة. بقيت معدلات محاولات الانتحار مرتفعةً بعد تعديل عوامل الخطر، لكن المؤلفين استنتجوا أن ذلك قد يرجع إلى عوامل الالتباس المتبقية.
بيّن تحليل للتجارب السريرية التي أجراها علماء الإحصاء في هيئة الغذاء والدواء أن انتشار السلوك الانتحاري بين البالغين المعالجين بالفنلافاكسين لا يختلف كثيرًا عن الفلوكسيتين أو الدواء الوهمي.
يعد الفينلافاكسين مضاد استطباب لدى الأطفال والمراهقين والشباب، إذ وفقًا لتحليل التجارب السريرية الذي أجرته إدارة الغذاء والدواء، تسبب الدواء بزيادة الأفكار والسلوكيات الانتحارية بمقدار 5 أضعاف عند من تقل أعمارهم عن 25 عامًا. في تحليل آخر، لم يتفوق الفنلافاكسين على العلاج الموهم لدى الأطفال بين 7 و11 عامًا، ولكنه حسن أعراض الاكتئاب لدى المراهقين بين 12 و17 عامًا، ومع ذلك، ازداد السلوك الانتحاري والعدائي في المجموعتين مقارنةً مع الذين تلقوا العلاج الوهمي.
في دراسة تضمنت مضادات الاكتئاب التي لم تبد فعاليةً لدى المراهقين المصابين بالاكتئاب، أظهر المشاركون الذين أخفقت مثبطات امتصاص السيروتونين الانتقائية في علاجهم والمحولين عشوائيًا إلى دواء آخر من مثبطات امتصاص السيروتونين الانتقائية أو إلى الفنلافاكسين زيادةً في معدل الانتحار لدى المعالجين بالفنلافاكسين. ارتفع معدل محاولات الانتحار وأذية النفس لدى المراهقين المقدمين على الانتحار في بداية الدراسة بنسبة 60% بعد تحويلهم إلى الفنلافاكسين مقارنةً بمثبطات مستقبلات السيروتونين الانتقائية.